# Ki Bo-bae
Ki Bo-bae (kor. 기보배; * 20. Februar 1988 in Anyang) ist eine südkoreanische Bogenschützin.

## Karriere
Ki Bo-bae konnte in ihrer Karriere bereits große Erfolge feiern. Bei den Asienspielen 2010 in Guangzhou gewann sie mit der Mannschaft die Goldmedaille. Bei den Weltmeisterschaften 2011 in Turin gewann sie mit dieser außerdem die Bronzemedaille, mit der Mixed-Mannschaft gewann Ki Bo-bae Gold. Bei den Olympischen Sommerspielen 2012 in London wurde Ki Bo-bae Doppelolympiasiegerin, als sie sowohl das Einzel als auch die Mannschaftskonkurrenz gewann. 2013 gewann Ki mit sowohl in der Mixed- als auch mit der Damenmannschaft Südkoreas Gold bei der Weltmeisterschaft in Belek.
Aufgrund eines Formtiefs wegen einer Schulterverletzung scheiterte Ki für die Saison 2014 an der Qualifikation für die südkoreanische Nationalmannschaft. Neben ihrem Training war sie in dieser Zeit unter anderem im Rahmen der Asienspiele 2014 als Sportkommentatorin für die südkoreanische Rundfunkanstalt KBS tätig. In drei nationalen Ausscheidungsturnieren qualifizierte sich Ki schließlich für 2015 wieder für die Nationalmannschaft.
Bei der Sommer-Universiade 2015 in Gwangju stellte Ki mit 686 von 720 Punkten auf 72 Pfeile den Weltrekord ein, den elf Jahre lang ihre Landsmännin Park Sung-hyun mit 682 Punkten innehatte. Vier Wochen später, am 2. August 2015, errang sie ihren ersten Einzel-Weltmeistertitel.
Bei den Olympischen Sommerspielen 2016 in Rio de Janeiro gewann Ki Bo-bae mit der Mannschaft erneut die Goldmedaille. Im Einzel gewann sie die Bronzemedaille, nachdem sie im Halbfinale ihrer südkoreanischen Mannschaftskollegin Chang Hye-jin unterlag.